# Ri Kum-dong
Ri Kum-dong (18 settembre 1981) è un ex calciatore nordcoreano, di ruolo attaccante.